# Svetlana Khorkina

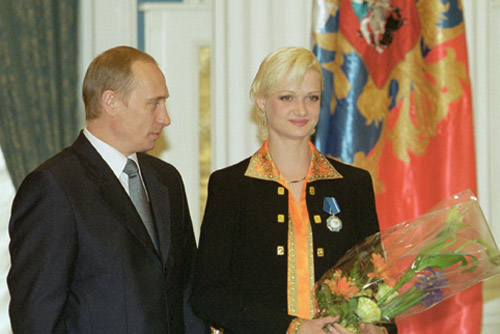
Svetlana Khorkina reçoit, au Kremlin, la médaille d'honneur des sports des mains de Vladimir Poutine en 2001

Svetlana Vassilievna Khorkina (en russe : Светлана Васильевна Хоркина) née le 19 janvier 1979 à Belgorod, est une gymnaste et une femme politique russe.

## Biographie
Cette gymnaste, la plus titrée de l'histoire après Simone Biles, avait, en raison de sa taille, été orientée vers la gymnastique rythmique et sportive à ses débuts. Mais, après un an, elle refuse et revient à son premier choix. Son entraîneur met au point des mouvements adaptés à sa morphologie. 
Elle devient rapidement une des stars de l'équipe russe, devenant championne d'Europe et du monde aux barres asymétriques, discipline dont elle devient la reine absolue, avec six titres européens, cinq titres mondiaux, et deux médailles d'or olympiques.
Elle obtient également trois titres mondiaux et trois titres européens au concours général. Cependant elle aura toujours échoué sur le titre suprême lors des Jeux olympiques d'été, ne remportant qu'une médaille d'argent lors Jeux olympiques d'été de 2004 d'Athènes.
En 2003, elle joua dans une pièce de théâtre (Venus, premier rôle féminin, d'après la vie de Brenda Venus) puis présenta une émission de téléréalité.
Elle a également été conseillère du président Poutine en ce qui concerne le sport.

### Vie privée

#### Position politique
En mars 2022, lors de l'invasion russe de l'Ukraine, Svetlana Khorkina a publié une image du symbole militaire « Z » couramment utilisé par les forces d'invasion russes en Ukraine, avec le commentaire « Une campagne pour ceux qui n'ont pas honte d'être russes. Diffusons-le ! ».

## Palmarès
47 médailles dont 24 en or lors des Jeux olympiques, Championnats du monde et Championnats d'Europe.

### Jeux olympiques
- Atlanta 1996
  -  médaille d'or aux barres asymétriques
  -  médaille d'argent par équipes

- Sydney 2000
  -  médaille d'or aux barres asymétriques[3]
  -  médaille d'argent par équipes
  -  médaille d'argent au sol

- Athènes 2004
  -  médaille d'argent au concours général
  -  médaille de bronze par équipes

### Championnat du monde
- Brisbane 1994
  -  médaille d'argent au saut
  -  médaille d'argent aux barres asymétriques

- Dortmund 1994
  -  médaille de bronze par équipes

- Sabae 1995
  -  médaille d'or aux barres asymétriques
  -  médaille d'argent au concours général

- San Juan 1996
  -  médaille d'or aux barres asymétriques

- Lausanne 1997
  -  médaille d'or au concours général
  -  médaille d'or aux barres asymétriques
  -  médaille d'argent par équipes
  -  médaille d'argent à la poutre
  -  médaille d'argent au sol

- Tianjin 1999
  -  médaille d'or aux barres asymétriques
  -  médaille d'argent par équipes
  -  médaille de bronze au sol

- Gand 2001
  -  médaille d'or au concours général
  -  médaille d'or au saut
  -  médaille d'or aux barres asymétriques
  -  médaille d'argent par équipes
  -  médaille de bronze au sol

- Anaheim 2003
  -  médaille d'or au concours général

### Championnats d'Europe
- Stockholm 1994
  -  médaille d'or aux barres asymétriques
  -  médaille d'argent au concours général
  -  médaille d'argent par équipes

- Birmingham 1996
  -  médaille d'or aux barres asymétriques
  -  médaille d'argent par équipes

- Saint-Pétersbourg 1998
  -  médaille d'or au concours général
  -  médaille d'or aux barres asymétriques
  -  médaille d'or au sol
  -  médaille d'argent par équipes

- Paris 2000
  -  médaille d'or par équipes
  -  médaille d'or au concours général
  -  médaille d'or aux barres asymétriques
  -  médaille d'or à la poutre

- Patras 2002
  -  médaille d'or par équipes
  -  médaille d'or au concours général
  -  médaille d'or aux barres asymétriques
  -  médaille d'argent à la poutre

- Amsterdam 2004
  -  médaille d'or aux barres asymétriques
  -  médaille de bronze par équipes
  -  médaille de bronze à la poutre